# Igor Kalavsky
Igor Kalavsky (* 24. August 1951 in Levoča, Tschechoslowakei; † 26. Januar 2024 in Iserlohn) war ein deutscher Eishockeyspieler, der unter anderem für den EC Deilinghofen in der 2. Bundesliga aktiv war. In den 1980er Jahren war er einer der prägenden Spieler des Eishockeys in Unna.

## Karriere
Igor Kalavsky begann seine Karriere in der Spielzeit 1972/73 beim EC Deilinghofen (ECD) in der damals noch zweitklassigen Oberliga. Mit dem ECD gelang ihm am Ende der Saison die Qualifikation für die neu geschaffene 2. Bundesliga, in der er noch knapp drei Jahre für Deilinghofen auflief. Anschließend wechselte der Stürmer zum ERC Westfalen Dortmund, für den er bis 1980 in der nun drittklassigen Oberliga spielte.
Nach einer einjährigen Pause schloss sich Kalavsky zur Oberliga-Saison 1981/82 dem Königsborner SV an und blieb nach der Auflösung der Eishockeyabteilung im Sommer 1983 auch dem Nachfolgeverein EHC Unna beim Neustart in der Regionalliga erhalten. Insgesamt verbrachte er acht Jahre in Unna, wo er zeitweise auch als Verteidiger auflief. Von den Fans erhielt der Hemeraner, der auch Mannschaftskapitän des EHC war, den Beinamen „Eishockey-Gott“. Im Jahr 2001 wurde er in ein All-Star-Team des Unnaer Eishockeys gewählt.

## Erfolge und Auszeichnungen
- 1973 Qualifikation für die 2. Bundesliga mit dem EC Deilinghofen
- 1985 Aufstieg in die Oberliga mit dem EHC Unna

## Karrierestatistik
(Legende zur Spielerstatistik: Sp oder GP = absolvierte Spiele; T oder G = erzielte Tore; V oder A = erzielte Assists; Pkt oder Pts = erzielte Scorerpunkte; SM oder PIM = erhaltene Strafminuten; +/− = Plus/Minus-Bilanz; PP = erzielte Überzahltore; SH = erzielte Unterzahltore; GW = erzielte Siegtore; 1 Play-downs/Relegation; Kursiv: Statistik nicht vollständig)